# Mikkeller
Mikkeller er et dansk mikrobryggeri.
Bryggeriet blev grundlagt af Mikkel Borg Bjergsø og Kristian Klarup Keller i 2006. Fra 2007 blev det drevet af Mikkel Borg Bjergsø alene. Samme år blev det kåret som årets danske mikrobryggeri af Danske Ølentusiaster. Det lå samtidig som nr. 5 på den internationale liste over verdens bedste bryggerier på øltestsiden Ratebeer. I 2016 lå bryggeriet som nr. 3 på listen.
Mikkeller er et såkaldt nomadebryggeri, dvs. det ejer ikke egne bryggerilokaler, men lejer i stedet bryggekedler på nogle af de bedste bryggerier verden over.
I 2010 åbnede Mikkeller Bar på Vesterbro i København. Den 16. marts 2013 åbnede Mikkellers anden ølbar, Mikkeller & Friends, i Stefansgade på Nørrebro i København.
Bryggeriets repertoire er meget varierende, men en fast tradition siden dets begyndelse er julebryggen Santa's Little Helper. Julebryggens opskrift forbedres, ifølge bryggeriet, for hvert år.
Derudover kan nævnes øllen Thørsth, som brygges eksklusivt til den økologiske kiosk KIHOSKH på Vesterbro, og 1000 IBU som var et eksperiment om at lave den mest humlede øl (navnet hentyder til den skala hvorpå humlebitterhed måles i øl).
I perioden 2016-2017 var Michael Knoth bryggerichef.
Carlsberg købte 20 % af bryggeriets aktier i 2024.